# César-díj a legígéretesebb fiatal színésznőnek
A legígéretesebb fiatal színésznőnek, 2024-től a legjobb női felfedezettnek járó César-díjat (franciául César du meilleur espoir féminin – César a legjobb női reménységnek, illetve César de la meilleure révélation féminine)) a francia Filmművészeti és Filmtechnikai Akadémia 1983 óta ítéli oda. Átadása a „Césarok éjszakája” elnevezésű gálaünnepségen történik minden év február végén, március elején.
Az Akadémia az 1982-ben tragikus hirtelenséggel elhunyt színművész, Romy Schneider emlékének adózva alapította ezt az új kategóriát. A megmérettetésben azon színésznők vehetnek részt, akik a jelölés első körében a legjobb film kategóriában jelölt filmek egyikében játszottak. Annak érdekében, hogy megkönnyítsék az első körben szavazó tagok munkáját, a jelölő bizottság – előzetes szavazás alapján – egy maximum 16 fős listát állít össze részükre a fiatal színésznőkről, amelyet azonban ők nem kötelesek figyelembe venni. Egy-egy színésznő csupán két alkalommal szerepelhet ezen a listán.
A végső szavazásra bocsátott jelöltek száma 1990-ig 4 fő volt, azóta öt.

## Díjazottak és jelöltek
A díjazottak vastagítással vannak kiemelve.
Az évszám a díjosztó gála évét jelzi, amikor az előző évben forgalmazásra került film elismerésben részesült.

### 1980-as évek
| Év   | Díjazottak és jelöltek |
| ---- | --- |
| 1983 | - Sophie Marceau – Házibuli 2. – A házibuli folytatódik (La boum 2) - Souad Amidou – Le Grand Frère - Fabienne Guyon – Une chambre en ville - Julie Jézéquel – Az egyiptomi utas (L' étoile du Nord)                                                                     |
| 1984 | - Sandrine Bonnaire – Szerelmeinkre (A nos amours) - Élizabeth Bourgine – Vive la sociale! - Laure Duthilleul – Juliette sorsa (Le Destin de Juliette) - Agnès Soral – Viszlát, Pantin! (Tchao Pantin)                                                                   |
| 1985 | - Laure Marsac – A kalóznő (La pirate) - Fanny Bastien – Pinot simple flic - Emmanuelle Béart – Tiltott szerelem (Un amour interdit) - Sophie Duez – Ne vedd el tőlem a napot! (Marche à l'ombre)                                                                        |
| 1986 | - Charlotte Gainsbourg – A csitri (L'effrontée) - Emmanuelle Béart – Elrejtett érzelmek (L'amour en douce) - Philippine Leroy-Beaulieu – Három férfi, egy mózeskosár (Trois hommes et un couffin) - Charlotte Valandrey – Rouge baiser - Zabou Breitman – Billy Ze Kick  |
| 1987 | - Catherine Mouchet – Thérese története (Thérese) - Marianne Basler – Rosa la rose, fille publique - Dominique Blanc – La femme de ma vie - Julie Delpy – Rossz vér (Mauvais sang)                                                                                       |
| 1988 | - Mathilda May – A bagoly kiáltása (Le cri du hibou) - Anne Brochet – Maszkok (Masques) - Julie Delpy – Béatrice passiója (La passion Béatrice) - Sophie Renoir – A barátnőm barátja (L'ami de mon amie)                                                                 |
| 1989 | - Catherine Jacob – Az élet egy hosszú, nyugodt folyó (La vie est un long fleuve tranquille) - Clotilde de Bayser – L'enfance de l'art - Nathalie Cardone – Furcsa randevú (Drôle d'endroit pour une rencontre) - Ingrid Held – Az elátkozott ház (La maison assassinée) |

### 1990-es évek
| Év   | Díjazottak és jelöltek |
| ---- | --- |
| 1990 | - Vanessa Paradis – Noce blanche - Dominique Blanc – Je suis le seigneur du château - Isabelle Gélinas – Suivez cet avion - Mireille Perrier – Kegyetlen világ (Un monde sans pitié) - Valérie Stroh – Baptême |
| 1991 | - Judith Henry – A titokzatos lány (La discrète) - Clotilde Courau – A kis bűnöző (Le petit criminel) - Florence Darel – Uranus - Judith Godrèche – Kiábrándult lány (La désenchantée) - Isabelle Nanty – Danielle tanti (Tatie Danielle) |
| 1992 | - Géraldine Pailhas – La neige et le feu - Marie-Laure Dougnac – Delicatessen - Marie Gillain – Hanta-palinta (Mon père, ce héros) - Alexandra London – Van Gogh - Elsa Zylberstein – Van Gogh |
| 1993 | - Romane Bohringer – Vad éjszakák (Les nuits fauves) - Isabelle Carré – Beau fixe - Linh Dan Phan – Indokína (Indochine) - Charlotte Kady – L.627 - Elsa Zylberstein – Beau fixe |
| 1994 | - Valéria Bruni-Tedeschi – Les gens normaux n'ont rien d'exceptionnel - Virginie Ledoyen – Les marmottes - Chiara Mastroianni – Legkedvesebb évszakom (Ma saison préférée) - Florence Pernel – Három szín: kék (Trois couleurs: Bleu) - Karin Viard – La nage indienne                                                                                        |
| 1995 | - Élodie Bouchez – Vad nád (Les roseaux sauvages) - Marie Bunel – Couples et amants - Sandrine Kiberlain – A kémkedés ára (Les patriotes) - Virginie Ledoyen – Hideg víz (L'eau froide) - Elsa Zylberstein – Mina Tannenbaum |
| 1996 | - Sandrine Kiberlain – Van (vagy nincs) (En avoir (ou pas)) - Isabelle Carré – Huszár a tetőn (Le hussard sur le toit) - Clotilde Courau – Élisa - Marie Gillain – A csalétek (L' appât) - Virginie Ledoyen – Magányos lány (La fille seule) |
| 1997 | - Laurence Côte – Tolvajok (Les voleurs) - Jeanne Balibar – Összeveszésem története... (Comment je me suis disputé… (ma vie sexuelle)) - Monica Bellucci – Szerelmi fészek (L'appartement) - Garance Clavel – Mikor a macska elmegy (Chacun cherche son chat) - Emmanuelle Devos – Összeveszésem története... (Comment je me suis disputé… (ma vie sexuelle)) |
| 1998 | - Emma de Caunes – Un frère - Jeanne Balibar – J'ai horreur de l'amour - Isabelle Carré – Tiltott nő (La femme défendue) - Amira Casar – Tutira kamuzunk (La vérité si je mens !) - Laetitia Pesenti – Marius és Jeannette (Marius et Jeannette) |
| 1999 | - Natacha Régnier – Élet, amiről az angyalok álmodnak (La vie rêvée des anges) - Marion Cotillard – Taxi - Hélène de Fougerolles – Legyen világosság! (Que la lumière soit !) - Sophie Guillemin – Az unalom (L'ennui) - Rona Hartner – Gadjo dilo – A bolond idegen (Gadjo Dilo)                                                                             |

### 2000-es évek
| Év   | Díjazottak és jelöltek |
| ---- | --- |
| 2000 | - Audrey Tautou – Vénusz Szépségszalon (Vénus beauté (Institut)) - Valentina Cervi – Rien sur Robert - Émilie Dequenne – Rosetta - Barbara Schulz – La dilettante - Sylvie Testud – Karnaval |
| 2001 | - Sylvie Testud – Les blessures assassines - Bérénice Bejo – Fodrász papa pácban (Meilleur espoir féminin) - Sophie Guillemin – Harry csak jót akar (Harry, un ami qui vous veut du bien) - Isild Le Besco – Sade márki (Sade) - Julie-Marie Parmentier – Les blessures assassines                  |
| 2002 | - Rachida Brakni – Káosz (Chaos) - Marion Cotillard – Búcsúdal (Les jolies choses) - Hélène De Fougerolles – Ki tudja? (Va savoir) - Hélène Fillières – A nap királynője (Reines d'un jour) - Isild Le Besco – Roberto Succo                                                                        |
| 2003 | - Cécile de France – Lakótársat keresünk (L'auberge espagnole) - Emilie Dequenne – Csábító a bejárónőm (Une femme de ménage) - Mélanie Doutey – A bátrak szövetsége (Le frère du guerrier) - Marina Foïs – Filles perdues, cheveux gras - Ludivine Sagnier – 8 nő (8 femmes)                        |
| 2004 | - Julie Depardieu – A kis Lili (La petite Lili) - Marie-Josée Croze – Barbárok a kapuk előtt (Les invasions barbares) - Dinara Drukarova – Mióta Otar elment (Depuis qu'Otar est parti...) - Sophie Quinton – Ki ölte meg Bambit? (Qui a tué Bambi ?) - Laura Smet – Les corps impatients           |
| 2005 | - Sara Forestier – A csel (L'esquive) - Marilou Berry – Mint egy angyal (Comme une image) - Lola Naymark – Összefonódva (Brodeuses) - Sabrina Ouazani – A csel (L'esquive) - Magali Woch – Ha te nem lennél (Rois et Reine)                                                                         |
| 2006 | - Linh-Dan Pham – Halálos szívdobbanás (De battre mon cœur s’est arrêté) - Mélanie Doutey – Soha ne mondd, hogy soha (Il ne faut jurer... de rien!) - Déborah François – A gyermek (L’enfant) - Marina Hands – Fakó lelkek (Les âmes grises) - Fanny Valette – Kis Jeruzsálem (La Petite Jérusalem) |
| 2007 | - Mélanie Laurent – Köszönöm, jól vagyok (Je vais bien, ne t'en fais pas) - Déborah François – A bosszú kottája (La tourneuse de pages) - Marina Hands – Lady Chatterley - Aïssa Maïga – Bamako - Maïwenn – Pardonnez-moi                                                                           |
| 2008 | - Hafsia Herzi – A kuszkusz titka (La graine et le mulet) - Louise Blachère – Vízi liliomok (Naissance des pieuvres) - Audrey Dana – Bestseller (Roman de gare) - Adèle Haenel – Vízi liliomok (Naissance des pieuvres) - Clotilde Hesme – Szerelmesdalok (Les chansons d'amour)                    |
| 2009 | - Déborah François – Hátralévő életed első napja (Le premier jour du reste de ta vie) - Marilou Berry – Vilaine - Louise Bourgoin – A monacói lány (La fille de Monaco) - Anaïs Demoustier – Felnőttek (Les grandes personnes) - Léa Seydoux – Francia szépség (La belle personne)                  |

### 2010-es évek
| Év   | Díjazottak és jelöltek |
| ---- | --- |
| 2010 | - Mélanie Thierry – A javulás útján (Le dernier pour la route) - Pauline Étienne – A beszélő titkai (Qu’un seul tienne et les autres suivront) - Florence Loiret-Caille – Szerettem őt (Je l’aimais) - Soko – A l'origine - Christa Theret – LOL – Zűrös kamaszok (LOL (Laughing Out Loud) ®) |
| 2011 | - Leïla Bekhti – Tout ce qui brille - Anaïs Desmoustier – Szerelem bármi áron (D'amour et d'eau fraiche) - Audrey Lamy – Tout ce qui brille - Léa Seydoux – Rózsatövis (Belle épine) - Yahima Torres – Fekete Vénusz (Vénus noire)                                                            |
| 2012 | - Naidra Ayadi – Polisse - Clotilde Hesme – Angele és Tony (Angèle et Tony) - Adèle Haenel – Bordélyház (L'Apollonide (Souvenirs de la maison close)) - Céline Sallette – Bordélyház (L'Apollonide (Souvenirs de la maison close)) - Christa Théret – La Brindille                            |
| 2013 | - Izia Higelin – Mauvaise fille - Lola Dewaere – Kell ez a fogyókúra? (Mince alors !) - Julia Faure – Camille (Camille redouble) - India Heire – Camille (Camille redouble) - Alice de Lencquesaing – Au galop                                                                                |
| 2014 | - Adèle Exarchopoulos – Adèle élete – 1–2. fejezet (La vie d'Adèle) - Lou de Laâge – Jappeloup - Pauline Étienne – Az apáca (La religieuse) - Golshifteh Farahani – Syngué sabour, pierre de patience - Marine Vacth – Fiatal és gyönyörű (Jeune et jolie)                                    |
| 2015 | - Louane Emera – A Bélier család (La famille Bélier) - Lou de Laâge – Lélegezz! (Respire) - Joséphine Japy – Lélegezz! (Respire) - Ariane Labed – Fidelio – Alice utazása (Fidelio, l’odyssée d’Alice) - Karidja Touré – Csajkor (Bande de filles)                                            |
| 2016 | - Zita Hanrot – Fatima - Camille Cottin – Connasse, princesse des coeurs - Sara Giraudeau – Les bêtises - Diane Rouxel – Fel a fejjel (La tête haute) - Lou Roy-Lecollinet – Fiatal éveim (Trois souvenirs de ma jeunesse)                                                                    |
| 2017 | - Oulaya Amamra – Divines - Paula Beer – Frantz - Lily-Rose Depp – La danseuse - Noémie Merlant – Le ciel attendra - Raph – A sors kegyeltjei... meg a többiek (Ma loute) |
| 2018 | - Camélia Jordana – Le brio - Iris Bry – Les gardiennes - Laetitia Dosch – Egy fiatal nő (Jeune femme) - Eye Haidara – Eszeveszett esküvő (Le sens de la fête) - Garance Marillier – Nyers (Grave)                                                                                            |
| 2019 | - Kenza Fortas – Shéhérazade - Ophélie Bau – Mektoub, my love: canto uno - Galatéa Bellugi – A jelenés (L'apparition) - Jehnny Beth – Un amour impossible - Lily-Rose Depp – A hűséges férfi (L'homme fidèle)                                                                                 |

### 2020-as évek
| Év   | Díjazottak és jelöltek |
| ---- | --- |
| 2020 | - Lyna Khoudri – A ruha szabaddá tesz (Papicha) - Luàna Bajrami – Portré a lángoló fiatal lányról (Portrait de la jeune fille en feu) - Céleste Brunnquell – Les éblouis - Nina Meurisse – Camille - Mama Sané – Az Atlantiak (Atlantique) |
| 2021 | - Fathia Youssouf – Cukorfalatok (Mignonnes) - Mélissa Guers – La Fille au bracelet - India Hair – Halszerelem (Poissonsexe) - Julia Piaton – Szerelmeink (Les Choses qu'on dit, les choses qu'on fait) - Camille Rutherford – Felicità    |
| 2022 | - Anamaria Vartolomei – Esemény (L’événement) - Noée Abita – Szlalom (Slalom) - Salomé Dewaels – Elveszett illúziók (Illusions perdues) - Agathe Rousselle – Titán (Titane) - Lucie Zhang – Ahol a nap felkel Párizsban (Les Olympiades)   |
| 2023 | - Nadia Tereszkiewicz – Les Amandiers - Marion Barbeau – Tánc az élet (En corps) - Guslagie Malanda – ''Saint Omer - Rebecca Marder – Une jeune fille qui va bien - Mallory Wanecque – A legrosszabbak (Les pires)                         |
| 2024 | - Ella Rumpf – Le Théorème de Marguerite - Céleste Brunnquell – La Fille de son père - Kim Higelin – Le Consentement - Suzanne Jouannet – La Voie royale - Rebecca Marder – De grandes espérances                                          |
| 2025 | - Maïwène Barthelemy – Boldogok a sajtkészítők (Vingt Dieux) - Malou Khebizi – Csiszolatlan gyémánt Diamant brut - Megan Northam – Rabia - Mallory Wanecque – Dübörgő szívek (L'Amour ouf) - Souheila Yacoub – Planète B                   |